# Hoed (mycologie)
De hoed is de technische naam voor de "kap" van een vruchtlichaam (paddenstoel) van een schimmel. Het is een typerend kenmerk van de plaatjeszwammen, boleten, en enkele Polyporales, Hericium-soorten en ascomyceten.
Andere sporocarptypen hebben een minder duidelijk onderscheid tussen de hoed en de rest van het vruchtlichaam. Sporocarpen met een hoed hebben als kenmerk een soort van hymenofoor, zoals lamellen, buisjes of stekels aan de onderkant van de hoed.
Enkele hoed-typen, zoals van de grote parasolzwam, hebben kenmerkende samentrekkingen of knobbels en worden omschreven als knobbeligen. Veel schimmels zoals de hanenkam (cantharel) hebben een trechtervormig voorkomen de hoed wordt dan ook infundibuliform genoemd.

## Determinatiekenmerken

### Vorm en grootte

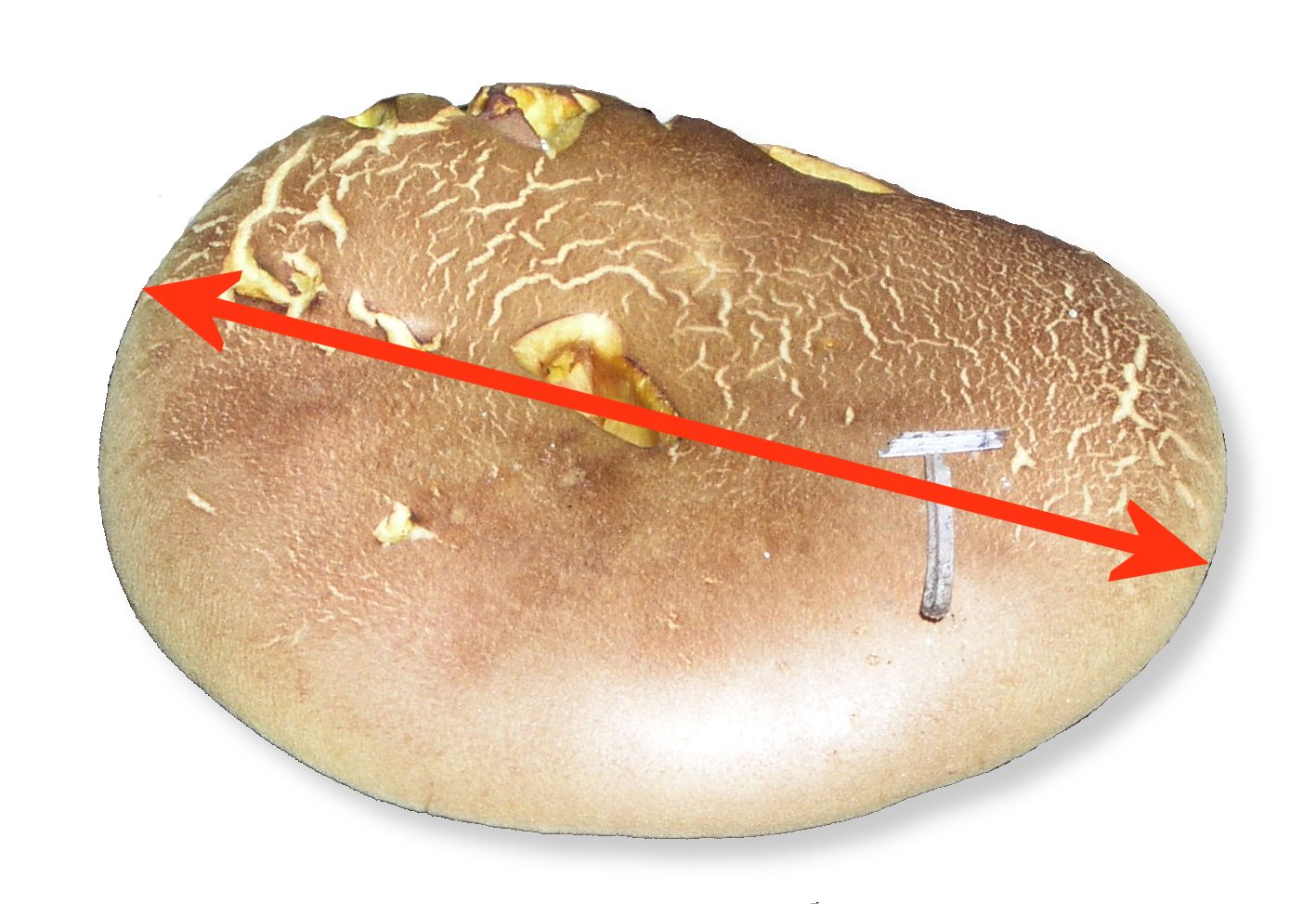
Breedte van de hoed.

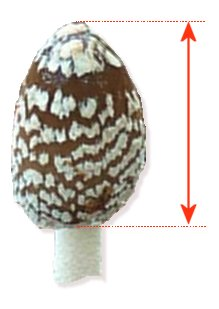
Hoogte van de hoed.

De hoed kan verschillende vormen hebben waarbij de hemispherische en de convexe vorm het meeste voorkomt, meestal wordt de hoed plat bij het rijper worden. De vorm komt veel voor bij bekende paddenstoelen zoals de champignon, verschillende Amanietsoorten en boleten. Enige kenmerken zijn:
Vormen
- =klokvormig (campanulate)
- =kegelvormig (conisch)
- =bol (convex)
- =ingezonken
- =vlak (flat)
- =trechtervormig (infundibuliform)
- =steel excentrisch
- =eivormig (ovate)
- =umbilicate
- =umbo (umbonate)
- =geen
- =niet van toepassing

Afmetingen
- breedte
- hoogte

### Rand
De rand kan sterk ingerold, neergebogen, iets ingerold, recht, opgewipt, te kort, normaal, overhangend, gekarteld, gaaf, gegolfd, ingescheurd, doorschijnend gestreept of radiair gevoord zijn.

### Hoedhuid
De hoedhuid is het bovenste laagje van de hoed dat het zwamvlees bedekt. De hoed kan hygrofaan zijn, dan is ze in vochtige toestand donkerder gekleurd dan in droge toestand.
Het centrum kan donker of licht zijn,  het centrum vochtig of droog zijn, de rand kan vochtig of droog zijn,  De hoed kan opdrogen vanuit de rand of het centrum, de hoed kan gezoneerd of gevlekt zijn.

### Oppervlakte
De oppervlakte kan slijmerig, droog, wasachtig, kleverig of vervloeiend zijn.

### Velum
Velum kan aanwezig zijn op de hoed als vezels, schubben of schubjes, plakjes of poeder.